# Contea di Kerry
Il Kerry (Ciarraí in gaelico irlandese, esteso Contae Chiarraí) è una contea della Repubblica d'Irlanda, nella provincia del Munster.

Conosciuta anche in maniera non formale come The Kingdom, è situata nella parte sud-occidentale della nazione e comprende le due celebri penisole di Dingle e Iveragh.

Confina a nord con l'estuario dello Shannon che la separa dal Clare, ad est con Limerick, a sud con Cork, e ad ovest dall'Oceano Atlantico.
La county town è Tralee, anche se il centro più famoso è senz'altro Killarney.

## Toponomastica e araldica civica
Il nome Kerry deriva dal gaelico Ciarrai che a sua volta indica i discendenti di Ciar (figlio di Fergus re dell'Ulster), un'antica popolazione che popolava queste zone del Munster.
Lo stemma fu adottato nel 1984.
Spiccano i due colori sportivi della contea, il giallo e il verde. I triangoli bianchi che intersecano quelli azzurri rappresentano le montagne della contea, le più alte d'Irlanda, che svettano nel cielo, mentre la corona richiama la popolazione pre-Gaelica che dà il nome alla contea. Le due croci simboleggiano i monasteri di Ardfert e Aghadoe. A chiudere il tutto una barca verde, stilizzazione dell'imbarcazione con la quale San Brendano il Navigatore avrebbe scoperto l'America.
L'epigrafe in gaelico significa "Cooperazione, Aiuto, Amicizia".

## Geografia fisica
Con un'area di 4.746 km², il Kerry è la quinta contea d'Irlanda per estensione, e con la particolare combinazione di montagne, mare e pianure, possiede alcuni dei più bei paesaggi dell'Arcipelago britannico.

### Orografia

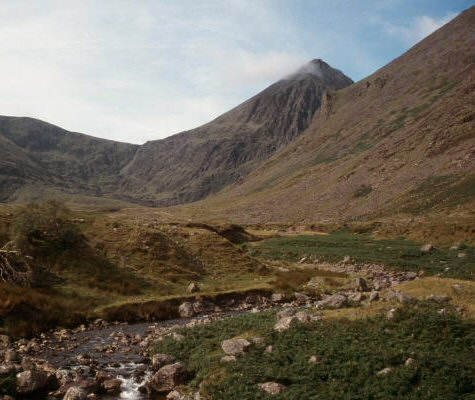
Carrantuohill
Il monte più alto di tutta l'Irlanda

La parte di contea a sud della Baia di Dingle è formata da masse montagnose intersecate da strette vallate. Originariamente le montagne erano coperte da grandi foreste di abeti, verghe e tassi, le quali furono quasi completamente abbattute per la fusione del ferro, e il costante pascolo del bestiame impedisce la crescita di giovani alberi. Nel nord-est attraverso Killarney le colline si ergono in maniera aspra nella catena dei Macgillycuddy's Reeks, la cima dei quali, il Carrantuohill, vanta il primato d'Irlanda, mentre la seguente è il vicino Monte Caher. Giacente tra i versanti precipitosi dei Tomies, delle Purple Mountains ("montagne viola") e i Reeks è situato il famoso Gap of Dunloe.
Fa parte del Kerry anche il Monte Brandon (953 m) e le cime del suo gruppo, la vetta più alta in Irlanda all'infuori dei Macgillicuddy, situata nella Penisola di Dingle: tutta la penisola si sviluppa intorno alla catena degli Slieve Mish.

### Costa e isole
|  |
|  |

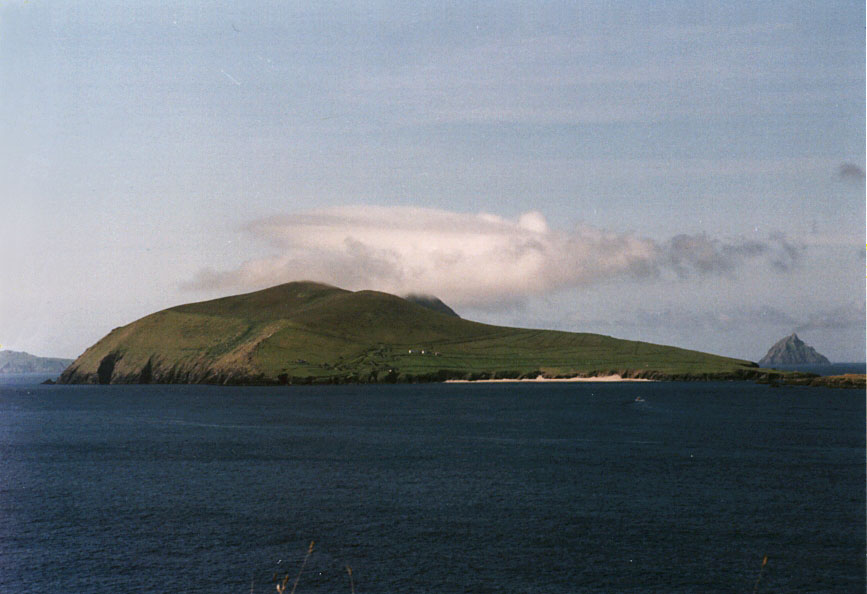
Isole Blasket
Great Blasket e alcune delle altre isole dell'arcipelago

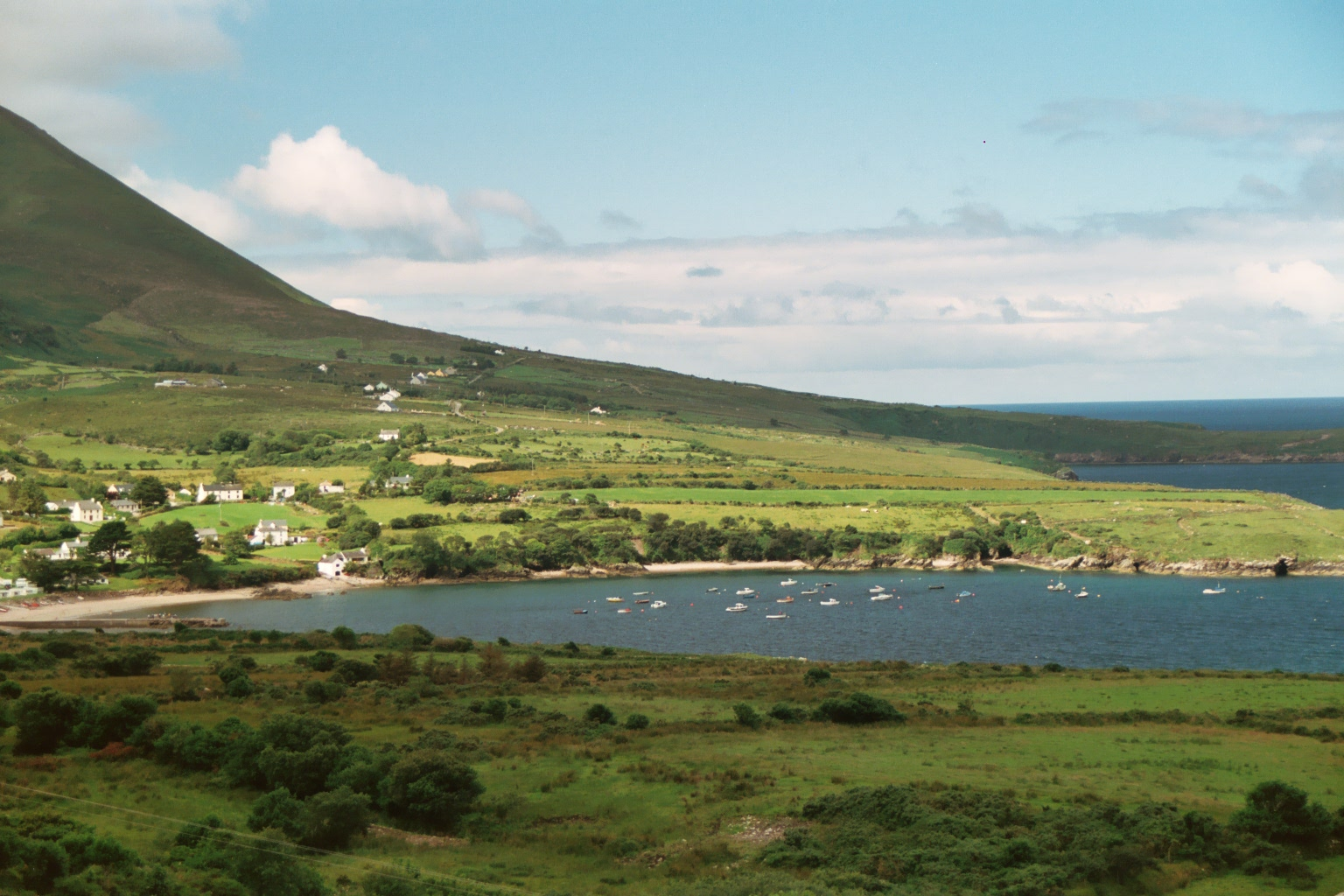
Ring of Kerry
Scorcio del tragitto turistico costellato di baie, montagne e isolotti

La costa, per gran parte selvaggia e montagnosa, è costellata da numerose insenatura, le più larghe delle quali, le Baie di Tralee, di Dingle e il Kenmare River, si susseguono in ordine scavando all'interno dell'Irlanda, formando le lunghe penisole. Tra il Kenmare River e la Baia di Dingle la terra è separata da tre massicci montuosi divisi da altrettante vallate. L'estremità della penisola tra le baie di Dingle e Tralee è molto impervia, e il Monte Brandon, che si erge improvvisamente dall'oceano, è attraversata (in parte) da una strada rinomata per i panorami suggestivi. Dai pressi del villaggio di Ballybunion a Kilconey Point vicino allo Shannon, c'è una rimarchevole successione di caverne, scavate dal mare. Una di queste caverne ispirò Tennyson per alcune righe di Merlin and Vivien, che scrisse sul luogo.
Le due penisole maggiori sono le celebri Dingle e Iveragh, anche se del Kerry fa parte anche una piccola parte della Penisola di Beara: la prima è più settentrionale e molto più stretta, mentre la seconda è più ampia e percorsa da una strada circolare nota come Ring of Kerry (Anello di Kerry), famosissima in tutto il mondo per i suoi paesaggi incredibili e mozzafiato. Dingle ed Iveragh sono mete turistiche gettonatissime per i loro paesaggi selvaggi e suggestivi e la prima raggiunge, in Capo Slea, il punto più occidentale d'Irlanda e, se si esclude l'Islanda, d'Europa.
Le isole principali sono le incredibili Skellig, Valentia Island e le pittoresche isole Blasket, le prime a 17 km dalla costa di Iveragh (e visibili in giornate chiare da Ballinskelligs, la seconda a pochi metri dalla stessa Iveragh, alla quale è collegata da un ponte vicino Portmagee, e le ultime poco al largo di Capo Slea e della Penisola di Dingle.

### Idrografia

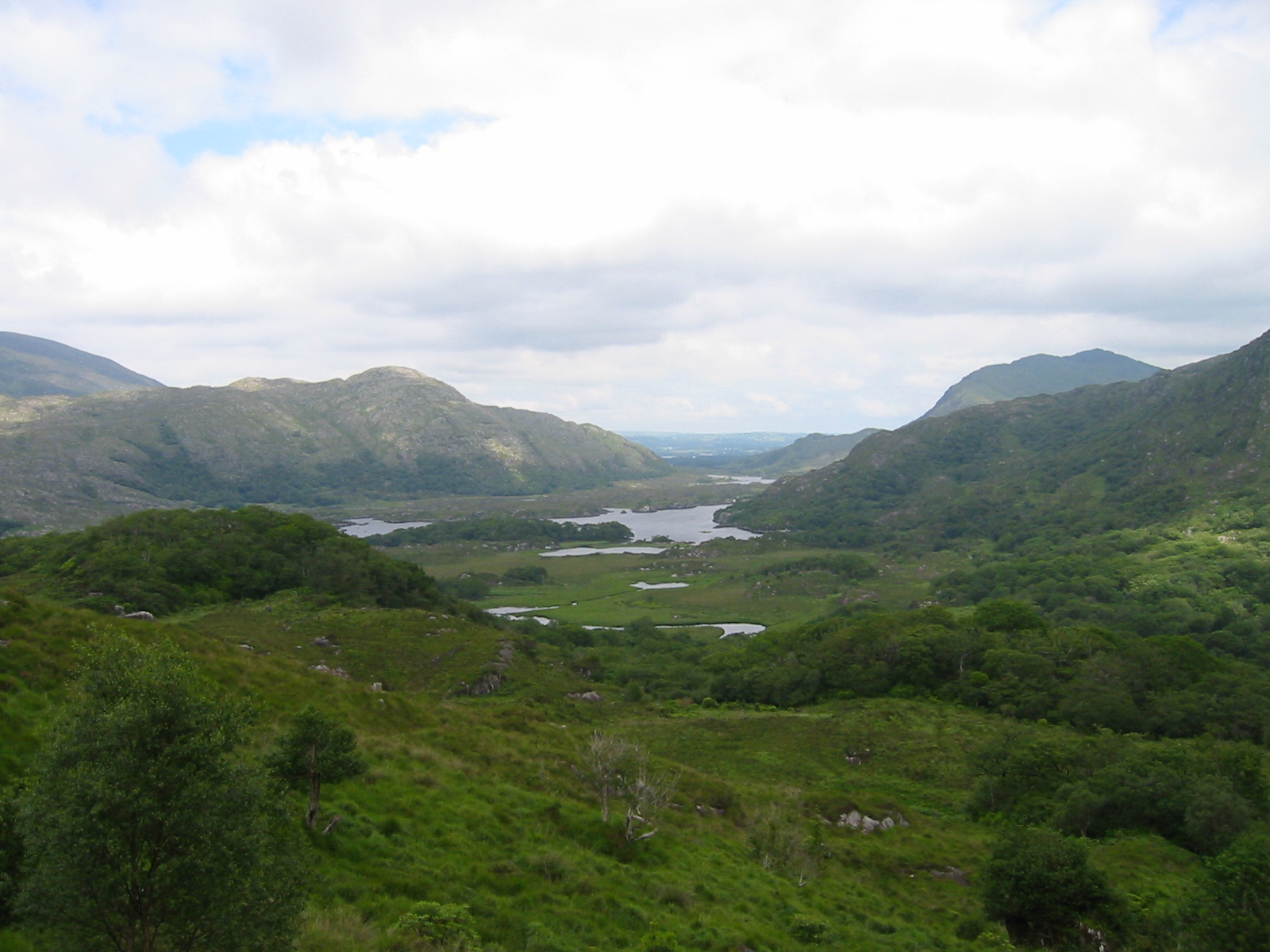
Laghi di Killarney

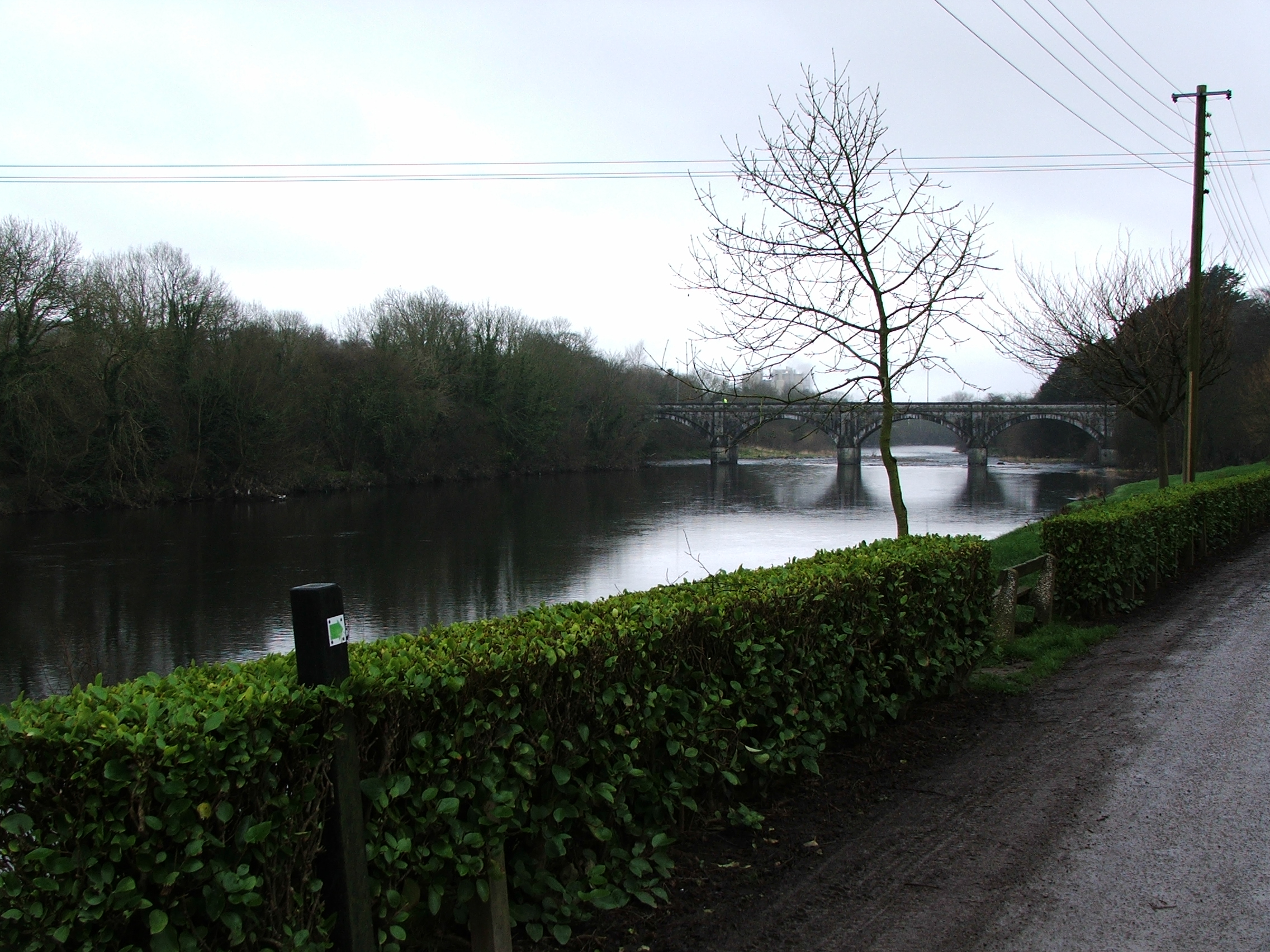
Feale a Listowel

I fiumi principali sono il Blackwater, il quale, nascendo dai monti Dunkerran, disegna per vari chilometri il confine con la contea di Cork, passando poi in quest'ultima; il Ruaughty, che con un tragitto che ricorda l'arco di un cerchio, confluisce nel Kenmare; l'Inny e il Ferta, che scorrono verso ovest, il primo nella baia di Ballinskellig e l'altro nel Valentia harbour; il Flesk, che scorre verso nord verso il lower Lake of Killarney, prendendo poi il nome di Laune, e scorrendo a nord-ovest per poi sfociare nella baia di Dingle; il Caragh, che nasce nei monti Dunkerran, dopo aver formato vari laghi, sfocia nel Castlemaine harbour; il Maine, che scorre dalla Castle Island verso sud-ovest verso il mare nel Castlemaine harbour, con affluente il settentrionale Flesk, il quale invece nasce dai monti che separano Kerry e Cork; i fiumi Feale, Gale e Brick, che unendosi formano il Cashin, un corto fiume influenzato dalle maree che si getta nello Shannon.
Altrettanto celebri nella parte interna del Ring of Kerry sono i quattro laghi di Killarney, all'interno del Killarney National Park, meta gettonatissima di turisti di tutto il mondo.

## Storia

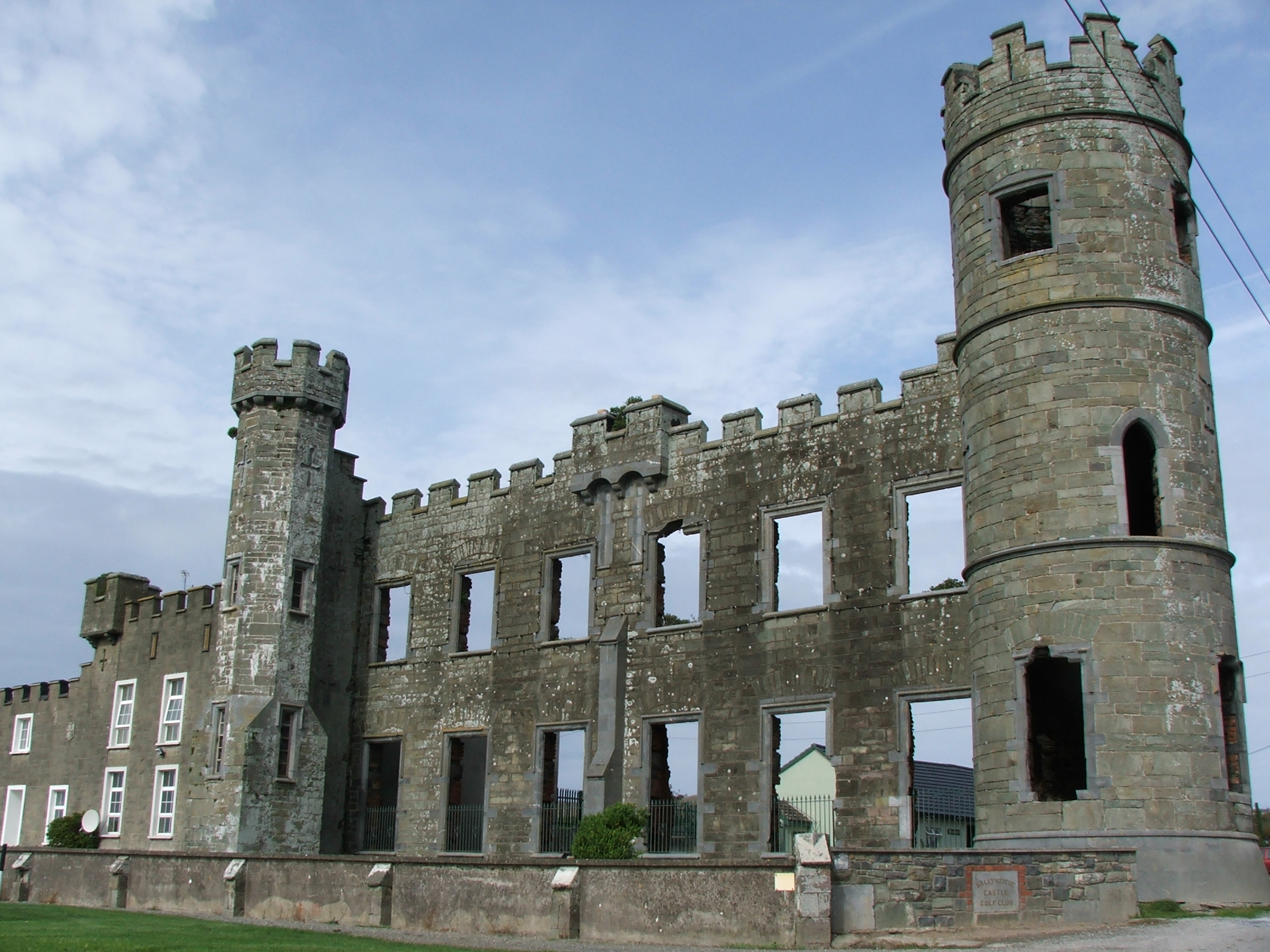
Ballyheigue castle
I resti di uno dei tanti castelli sparsi per la contea

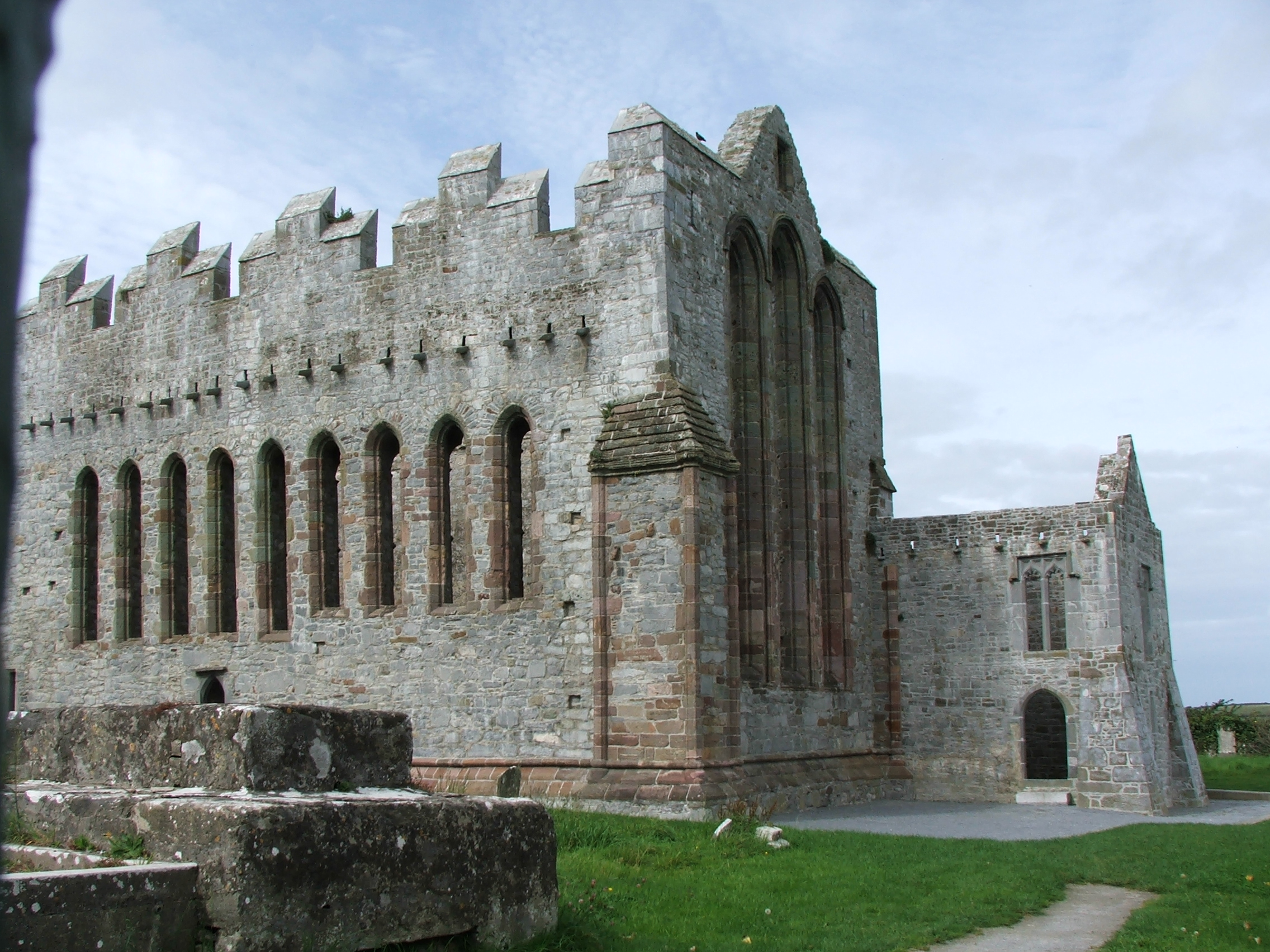
Cattedrale di Ardfert

La contea sembra abbia preso il nome da Ciar, che con la sua tribù dei Ciarraidhe, si stanziò all'inizio dell'era cristiana nel territorio situato tra Tralee e lo Shannon. La porzione di territorio situata a sud del Maine fu invece inglobata molto più tardi in quello che sarebbe divenuto il Regno di Desmond.
Il Kerry soffrì frequentemente le invasioni dei vichinghi danesi dal IX al X secolo, fino a che questi non vennero definitivamente scacciati nel 1014 nella battaglia di Clontarf.
Nel 1172 Dermot MacCarthy, re di Cork e Desmond, si sottomise ad Enrico II d'Inghilterra a certe condizioni, ma il territorio rimase ugualmente indefinito, dato che l'attuale contea vide i suoi attuali confini con re Giovanni. Un avventuriero inglese, Raymond le Gros, ricevette, tra l'altro, da questo MacCarthy un vasto possedimento del suo regno.
All'interno dei suoi confini si combatte nel 1261 la Battaglia di Callan, tra le forze Hiberno-Normanne di John FitzGerald e quelle gaeliche di Fínghin Mac Carthaigh, battaglia che vide prevalere queste ultime.
Tra gli anni 1579-1580, gli spagnoli tentarono varie volte di invadere l'Irlanda, sbarcando nel porto di Limerick vicino Dingle: costruirono anche una fortezza, ma fu distrutta dagli inglesi nel 1580.
Gli irlandesi cercarono di sfruttare i vantaggi dei disordini portati dagli spagnoli e della rivolta puritana per cercare di rovesciare il dominio inglese del Kerry, riuscendo ad impossessarsi di Tralee, ma nel 1652 la ribellione fu completamente sedata, e un vasto numero di tenute fu confiscato.
Oltre a numerosissimi forti e monumenti megalitici primitivi, rimangono vari edifici medievali pregevoli nella contea, come la torre circolare di Aghadoe vicino Killarney o i resti di Rattoe, vicino Ballybunion, il Minard Castle abbastanza conosciuto fra i turisti, oltre che allo spettacolare, isolato e assolutamente unico monastero di Skellig Michael

## Politica

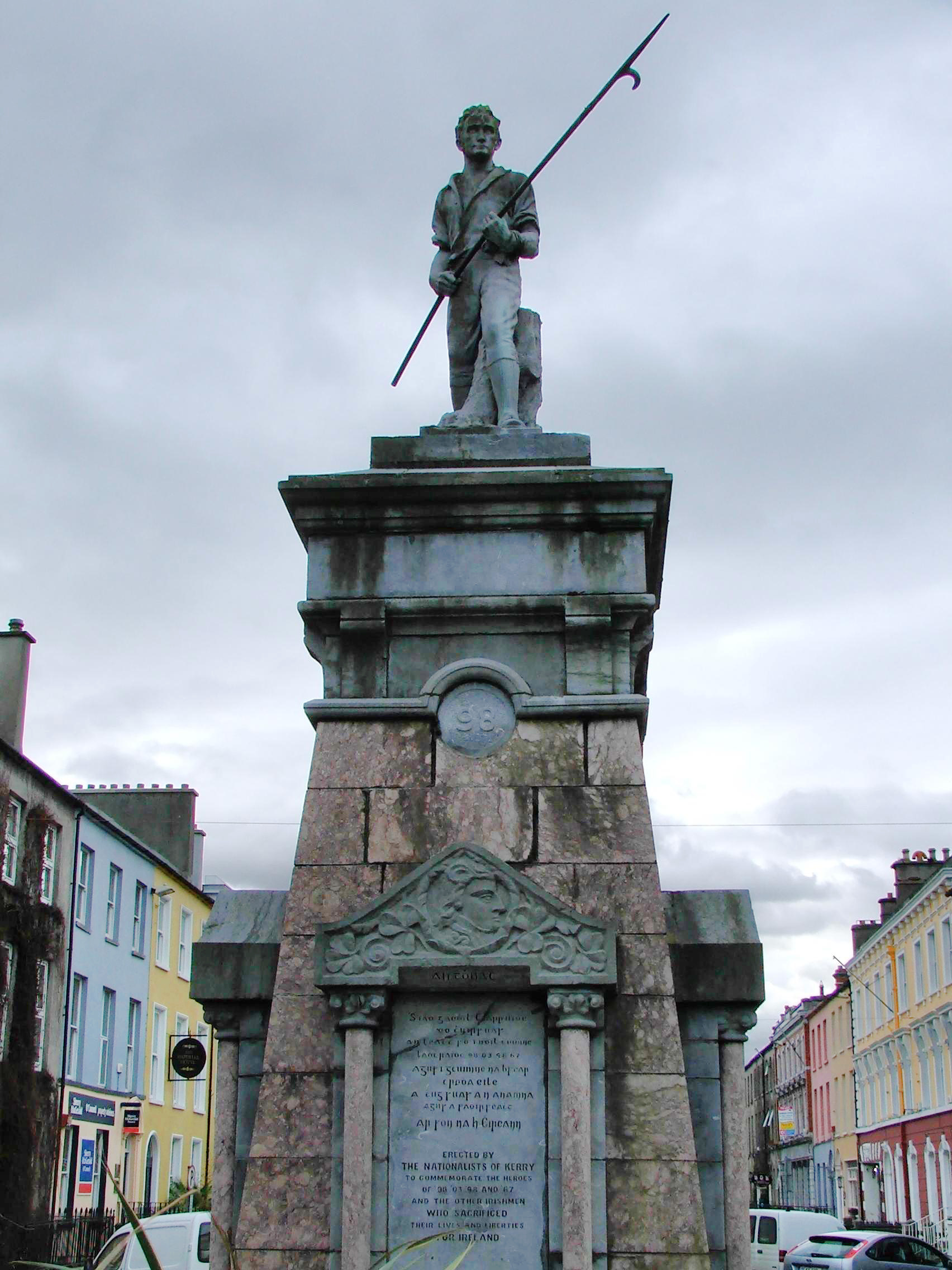
Tralee
La county town

La contea è amministrata dal Kerry County Council, con sede a Tralee.
Il territorio sotto la giurisdizione del Consiglio è abbastanza vasto e suddiviso in 5 aree elettorali:
- Tralee, che ricopre anche il relativo circondario
- Killarney, che ricopre il centro e il circondario
- Dingle, che ricopre tutta la relativa penisola
- Listowel, a cui è assegnato l'omonimo centro e le zone settentrionali
- Killorglin, cui è abbinata la penisola di Iveragh e parte di quella di Beara.

I consiglieri, eletti a suffragio universale nelle relative aree elettorali, sono 27 e ricoprono la carica per 5 anni.

## Cultura
C'è una ricca tradizione letteraria nel Kerry, particolarmente nelle zone del nord: Listowel e le zone vicine hanno dato i natali o influenzato scrittori come John B. Keane, Brendan Kennelly, George Fitzmaurice, Bryan MacMahon e Maurice Walsh. Da questa situazione ha preso piede il Listowel Writer's Week Festival, che ha luogo nel centro ogni anno dal 1971 e che ha contribuito a far emergere nuove considerevoli leve.
Il Kerry è anche intrecciato con l'industria cinematografica. Una quantità elevata di pellicole è stata girata nel territorio della contea, soprattutto nell'area di Dingle, come Ryan's Daughter, The Playboy of the Western World e Far and Away. Altri film sono stati girati in Irlanda grazie a uomini del Kerry, come The Quiet Man (girato però a Cong) da Maurice Walsh e The Field.

## Economia

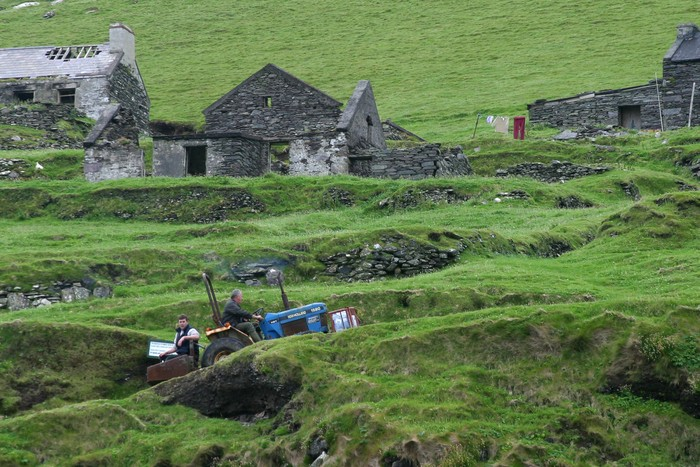
Agricoltura su Great Blasket
Perfino le isole abbandonate non sfuggono al settore principale della contea

Sebbene in rapida evoluzione, fetta principale dell'economia del Kerry sono ancora l'agricoltura e l'allevamento, con la produzione alimentare tassello principale del settore produttivo e che impiega circa il 25% della forza lavoro. Pesca, acquacoltura e sfruttamento dei boschi sono altri settori da sempre importanti che stanno anche manifestando una certa crescita. L'industria manifatturiera è presente, ed è distribuita principalmente nei centri maggiori: i settori più importanti sono edilizia, elettricità, gas e siderurgia.
Nel terziario regna uno dei principali aspetti economici della contea, il turismo, diffusissimo soprattutto a Killarney, ma in generale in tutte le zone costiere e nelle penisole. Questo settore riguarda ristoranti, servizi turistici, settore alberghiero, centri specializzati e attrazioni varie. Gli altri servizi del settore terziario stanno conoscendo un'importante crescita.
Il Kerry è tradizionalmente diviso in due parti per ragioni culturali e amministrative. Il North Kerry è influenzato economicanete da Limerick e dalla Shannon Region mentre il sud mantiene contatti economici fitti con Cork per IDA ed Enterprise Ireland.

## Infrastrutture e trasporti

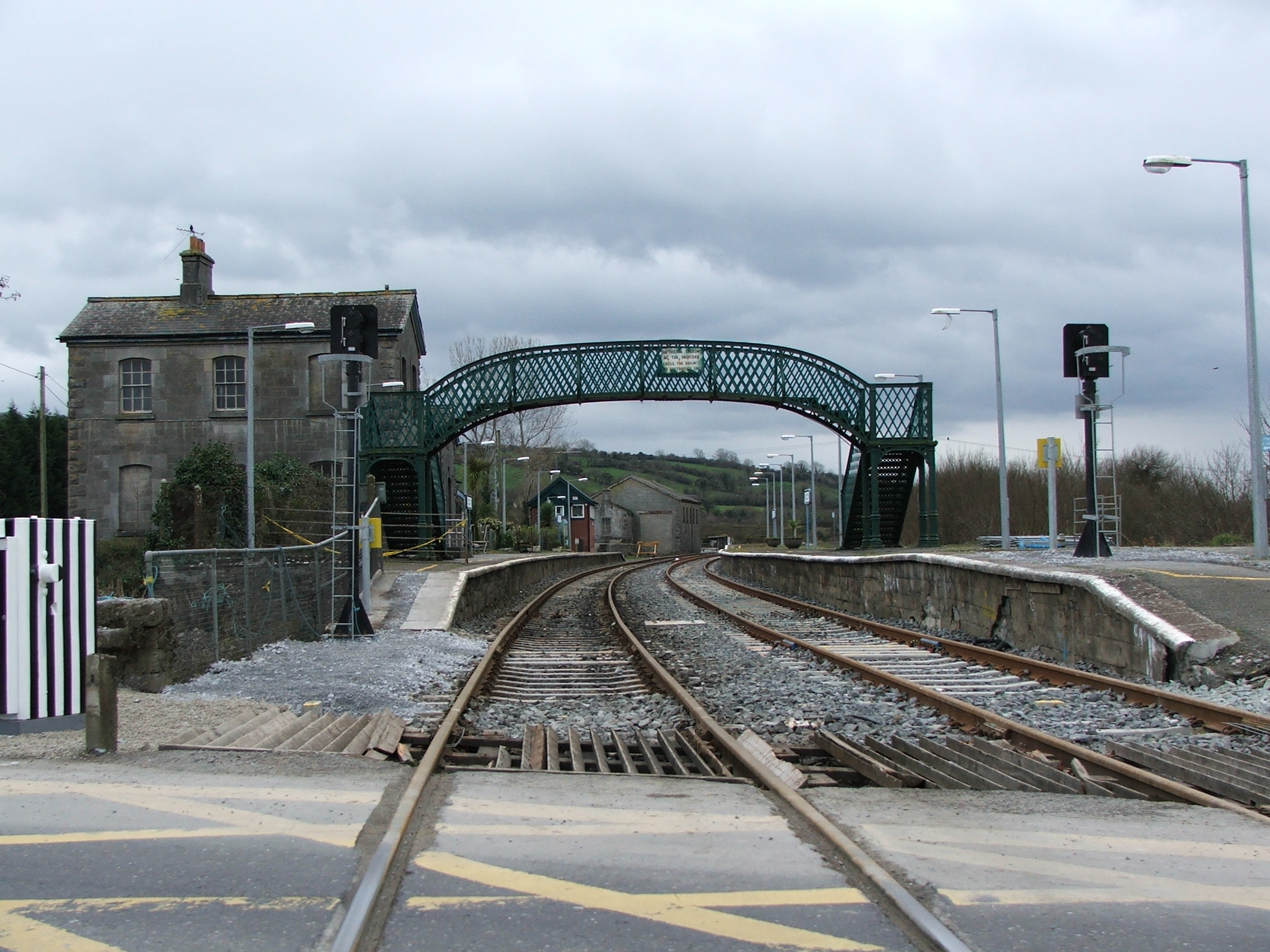
Stazione di Farrenfore
Nella località è anche situato il Kerry Airport

Il Kerry è collegato al resto della nazione per ogni via di comunicazione. I traghetti provenienti dall'Europa giungono tutti nella parte orientale della nazione, perciò il porto più vicino è Ringaskiddy nella contea di Cork.
Tuttavia nella contea è situato il Kerry Airport, nei pressi di Farrenfore, con voli da e per Dublino, Francoforte, Düsseldorf e Londra-Stansted.
La ferrovia, gestita da Iarnród Éireann, gestisce un servizio regolare tra Dublino, Tralee, Farrenfore, Rathmore e Killarney. La Bus Éireann, invece, collega le principali strade nazionali e non di rado organizza tratte sul Ring of Kerry.

## Centri più importanti

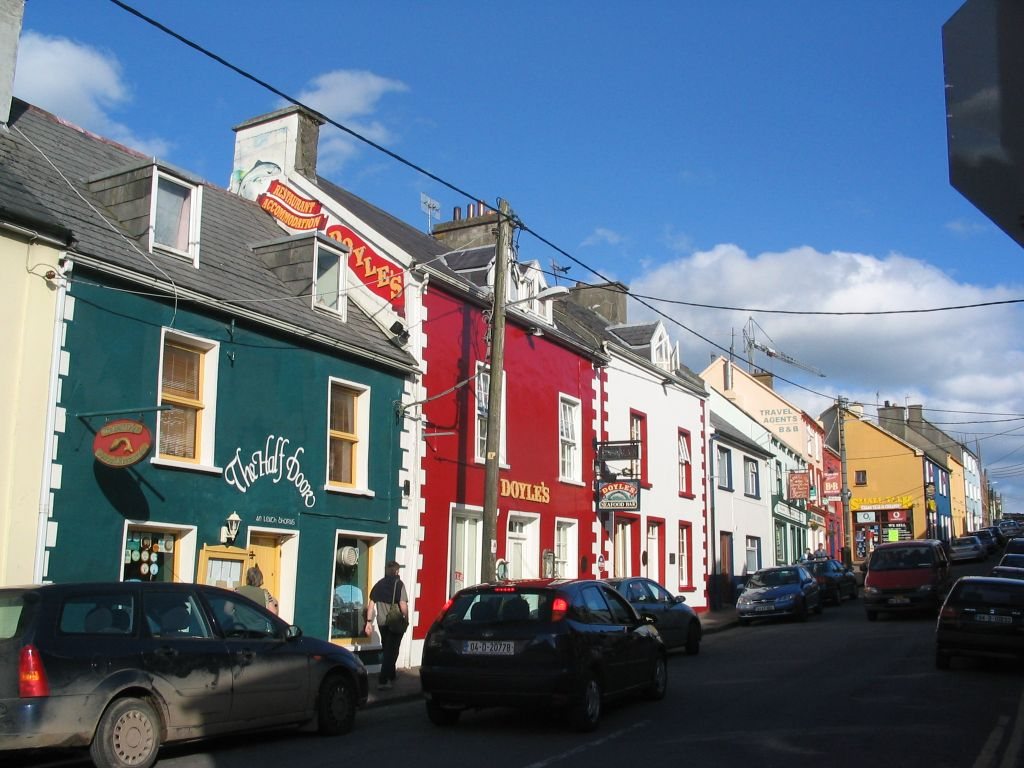
Dingle

- Tralee
- Abbeydorney
- Ardfert
- Ballybunion
- Ballyheigue
- Caherdaniel
- Cahersiveen
- Castleisland
- Dingle
- Kenmare
- Kilflynn
- Killarney
- Killorglin
- Knightstown
- Listowel
- Milltown
- Portmagee
- Sneem
- Waterville